# Grupa Oszusa

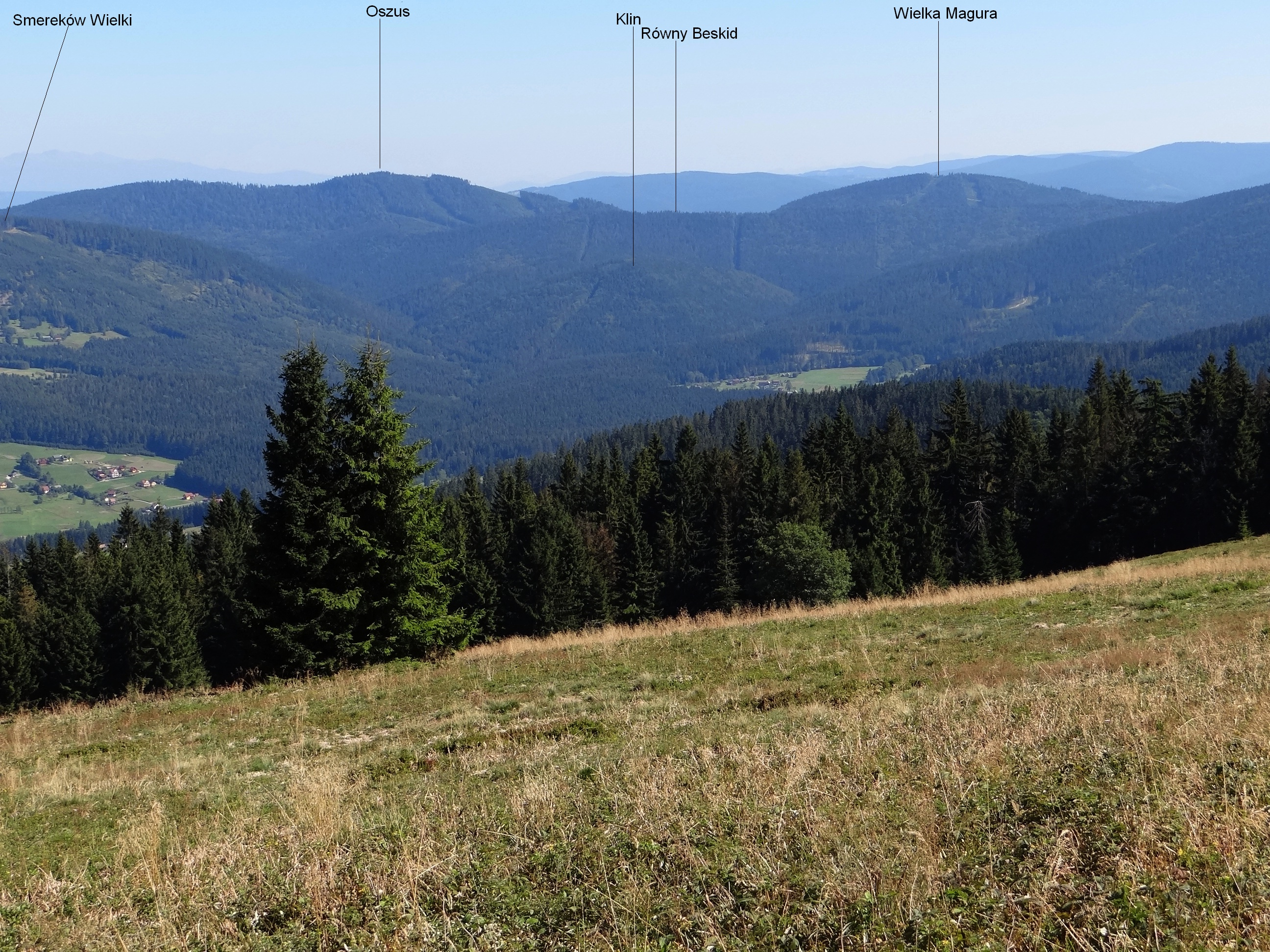
Oszus, widok z Hali na Muńczole

Grupa Oszusa – grupa szczytów pomiędzy przełęczą Glinka a przełęczą Przysłop na granicy polsko-słowackiej. Według polskiej regionalizacji fizycznogeograficznej należą one do Beskidu Żywiecko-Orawskiego (wcześniej do Beskidu Żywieckiego), w przewodnikach turystycznych zaliczane są zwykle do Grupy Wielkiej Raczy, Słowacy zaś swoją część tego terenu zaliczają do Kysucké Beskydy, a w ich obrębie do Grupy Oszusa. Za wyróżnieniem Grupy Oszusa przemawia fakt, że od Grupy Wielkiej Raczy oddzielona jest ona głęboką doliną Cichej. Granicę zachodnią Grupy Oszusa tworzy dolina Vychylovki, południową Nová Bystrica i uchodzący do niego potok Harvelka, dalej Biała Orawa, wschodnią spływające spod przełęczy Glinka w przeciwne strony potoki; na słowackiej stronie jest to Cisanówka (słow. Tisaňovka) i Klinianka, na polskiej Glinka.
Najwyższym szczytem jest Oszust (Úšust, 1155 m). Głównym grzbietem Grupy Oszusa biegnie Wielki Europejski Dział Wodny między zlewiskami Bałtyku i Morza Czarnego. W kolejności od zachodu na wschód wyróżnia się w nim następujące szczyty, grzbiety i przełęcze: Świtkowa (1082 m), Bukowina (1069 m), Beskid Bednarów (1093 m), przełęcz Pański Kamień (ok. 980 m), Pański Kamień (1023 m), Równy Beskid (ok. 100 m), przełęcz Pod Oszustem (945 m), Oszust (1155 m), Kaniówki (952 m), Jaworzyna (1052 m), Mały Smereków (1043 m), Solisko (1031 m), Piętkula, Magurka (996 m).
Szczyty są porośnięte lasem, w rezerwacie przyrody Oszast na polskich stokach Oszusta chroniony jest dobrze zachowany fragment dawnej Puszczy Karpackiej. W Polsce u podnóży szczytów Grupy Oszusta znajdują się dwie miejscowości: Soblówka w dolinie Cichej i Glinka w dolinie Glinki. Po słowackiej stronie są to miejscowości: Nová Bystrica, Orawska Leśna i Novoť. Szlaków turystycznych jest niewiele. Głównym grzbietem biegnie słowacki szlak graniczny, do którego od słowackiej strony dołączają z dolin dwa inne szlaki. Po polskiej stronie w ogóle brak znakowanych szlaków, jedyną więc możliwością jest korzystanie ze szlaków słowackich. Dzięki wyrębom z niektórych jego miejsc roztaczają się panoramy widokowe.

## Szlaki turystyczne
słowacki szlak graniczny
  Orawska Leśna – Bukowina
  Orawska Leśna – przełęcz Pod Oszusem